# Chanteraine
Chanteraine és un municipi francès situat al departament del Mosa i a la regió del Gran Est. L'any 2007 tenia 206 habitants.

## Demografia

### Població
El 2007 la població de fet de Chanteraine era de 206 persones. Hi havia 88 famílies, de les quals 24 eren unipersonals (12 homes vivint sols i 12 dones vivint soles), 32 parelles sense fills i 32 parelles amb fills.
La població ha evolucionat segons el següent gràfic:
Habitants censats

### Habitatges
El 2007 hi havia 108 habitatges, 90 eren l'habitatge principal de la família, 9 eren segones residències i 9 estaven desocupats. 107 eren cases i 1 era un apartament. Dels 90 habitatges principals, 83 estaven ocupats pels seus propietaris, 4 estaven llogats i ocupats pels llogaters i 3 estaven cedits a títol gratuït; 1 tenia dues cambres, 6 en tenien tres, 24 en tenien quatre i 59 en tenien cinc o més. 78 habitatges disposaven pel capbaix d'una plaça de pàrquing. A 29 habitatges hi havia un automòbil i a 51 n'hi havia dos o més.

### Piràmide de població
La piràmide de població per edats i sexe el 2009 era:
| Homes | Edats   | Dones |
| ----- | ------- | ----- |
| 0     | 95 o +  | 0     |
| 0     | 90 a 94 | 4     |
| 0     | 85 a 89 | 8     |
| 4     | 80 a 84 | 4     |
| 12    | 75 a 79 | 12    |
| 0     | 70 a 74 | 8     |
| 4     | 65 a 69 | 0     |
| 4     | 60 a 64 | 0     |
| 8     | 55 a 59 | 4     |
| 8     | 50 a 54 | 4     |
| 24    | 45 a 49 | 28    |
| 8     | 40 a 44 | 12    |
| 0     | 35 a 39 | 8     |
| 4     | 30 a 34 | 0     |
| 0     | 25 a 29 | 0     |
| 8     | 20 a 24 | 4     |
| 36    | 15 a 19 | 4     |
| 0     | 10 a 14 | 0     |
| 8     | 5 a 9   | 0     |
| 4     | 0 a 4   | 4     |

## Economia
El 2007 la població en edat de treballar era de 141 persones, 103 eren actives i 38 eren inactives. De les 103 persones actives 95 estaven ocupades (54 homes i 41 dones) i 8 estaven aturades (7 homes i 1 dona). De les 38 persones inactives 25 estaven jubilades, 8 estaven estudiant i 5 estaven classificades com a «altres inactius».

### Ingressos
El 2009 a Chanteraine hi havia 87 unitats fiscals que integraven 216 persones, la mediana anual d'ingressos fiscals per persona era de 22.778 €.

### Activitats econòmiques
Dels 3 establiments que hi havia el 2007, 1 era d'una empresa de comerç i reparació d'automòbils, 1 d'una empresa d'hostatgeria i restauració i 1 d'una empresa de serveis.
L'únic servei als particulars que hi havia el 2009 era un restaurant.
L'any 2000 a Chanteraine hi havia 9 explotacions agrícoles que ocupaven un total de 1.656 hectàrees.

## Poblacions més properes
El següent diagrama mostra les poblacions més properes.